# Ligne de Sainte-Gauburge à Mesnil-Mauger
La ligne de Sainte-Gauburge au Mesnil-Mauger est une ancienne ligne de chemin de fer française reliant Sainte-Gauburge-Sainte-Colombe, dans le département de l'Orne, au Mesnil-Mauger, dans le Calvados, en région Basse-Normandie.
Elle constituait la ligne 402 000 du réseau ferré national.

## Histoire
La ligne, partie d'un itinéraire de « Mortagne à Mézidon », est déclarée d'utilité publique le 16 décembre 1875. Une loi du 14 juin 1878 autorise le ministère des Travaux publics à entamer les travaux de construction de cette ligne.
La ligne est ouverte en trois temps :
- Le 22 novembre 1880, section de Sainte-Gauburge à Gacé ;
- Le 9 octobre 1881, section de Gacé à Ticheville-Le Sap ;
- Le 30 décembre 1881, section de Ticheville-Le Sap au Mesnil-Mauger.

La ligne est cédée par l'État à la Compagnie des chemins de fer de l'Ouest par une convention signée entre le ministre des Travaux publics et la compagnie le 17 juillet 1883. Cette convention est approuvée par une loi le 20 novembre suivant.
Elle est fermée en trois temps :
- Le 5 mai 1938, fermeture au service voyageurs ;
- Le 1er août 1954, fermeture au service marchandises de la section de Sainte-Gauburge à Gacé ;
- Le 30 septembre 1990, fermeture au service marchandises de la section de Gacé au Mesnil-Mauger.

Elle est déclassée en deux temps :
- Le 24 mai 1960, section de Sainte-Gauburge à Gacé ;
- Le 22 février 1991, section de Gacé au Mesnil-Mauger.

## Aujourd'hui
La ligne est maintenant transformée en voie verte, appelée la Coulée verte, de Vimoutiers au Mesnil-Mauger. S'y déroule annuellement la course pédestre des foulées du Terroir entre Livarot et Vimoutiers.
Certaines gares/haltes de la ligne sont détruites: Gacé (entre 2006 et 2010), Vimoutiers (Octobre 2006), le Mesnil-Durand (au début des années 80) et le Mesnil-Mauger.

## Caractéristiques
Elle traversait le pays d'Auge méridional selon un axe nord/sud, l'extrémité nord étant Le Mesnil-Mauger, l'extrémité sud Sainte-Gauburge. Entre ces deux terminus, elle desservait, du nord vers le sud, Livarot, Vimoutiers et Gacé, et connectait ces trois villes au reste du réseau ferré :
- A Sainte-Gauburge, elle s'embranchait sur la ligne de Saint-Cyr à Surdon (ligne de Paris à Granville). La gare de Sainte-Gauburge était un nœud ferroviaire important de l'époque, qui voyait arriver aussi la ligne de Mortagne-au-Perche à Sainte-Gauburge.
- Au Mesnil-Mauger, elle débouchait sur la ligne de Mantes-la-Jolie à Cherbourg en direction de Mézidon et de Caen.
- Entre Sainte-Gauburge et Gacé, à Échauffour, s'embranchait la ligne d'Échauffour à Bernay.

## Plan et tracé de la ligne

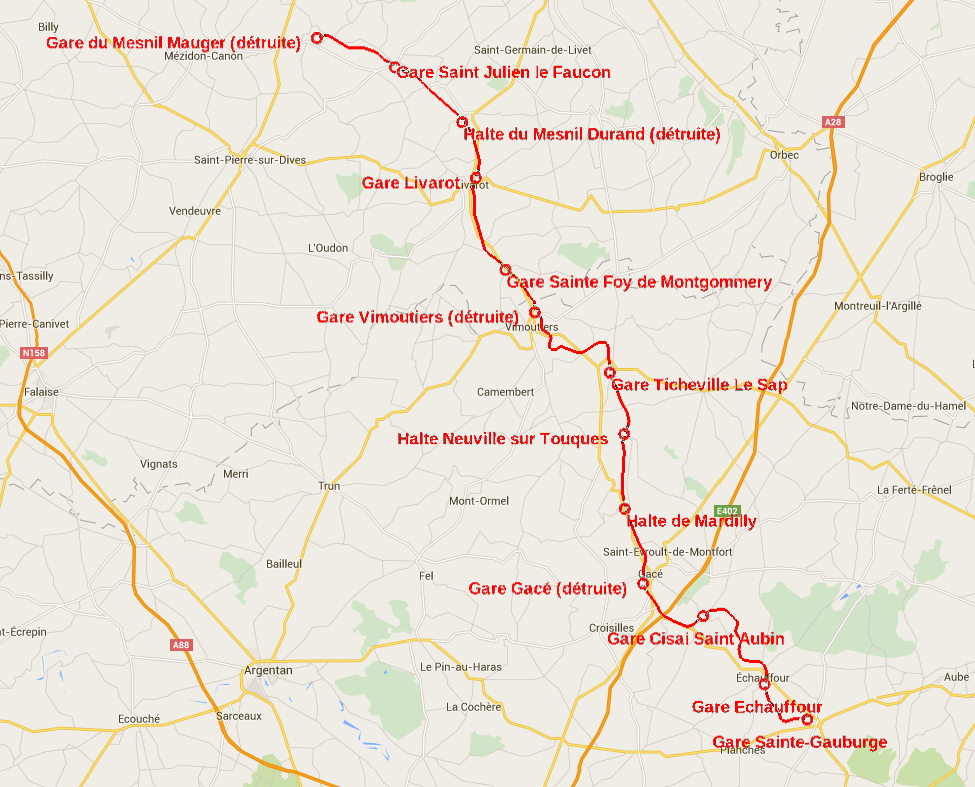
Tracé de la Ligne Sainte-Gauburge au Mesnil-Mauger

| Arret                             | coordonnées                       | Photo (2015) |
| --------------------------------- | --------------------------------- | ------------ |
| Gare de Sainte-Gauburge           | 48° 43′ 02,17″ N, 0° 25′ 44,66″ E |              |
| Gare d'Echauffour                 | 48° 44′ 10,65″ N, 0° 23′ 35,8″ E  |              |
| Gare de Cisai-Saint-Aubin         | 48° 46′ 23,28″ N, 0° 20′ 31,07″ E |              |
| Gare de Gacé                      | 48° 47′ 26,49″ N, 0° 17′ 29,83″ E | Détruite     |
| Halte de Mardilly                 | 48° 49′ 51,75″ N, 0° 16′ 34,52″ E |              |
| Halte de Neuville-sur-Touques     | 48° 52′ 17,55″ N, 0° 16′ 32,67″ E |              |
| Gare de Ticheville - Le Sap       | 48° 54′ 16,54″ N, 0° 15′ 49,25″ E |              |
| Gare de Vimoutiers                | 48° 56′ 14,17″ N, 0° 12′ 01,77″ E | Détruite     |
| Gare de Sainte-Foy-de-Montgommery | 48° 57′ 36,77″ N, 0° 10′ 32,57″ E |              |
| Gare de Livarot                   | 49° 00′ 35,59″ N, 0° 09′ 01,9″ E  |              |
| Halte du Mesnil-Durand            | 49° 02′ 24,61″ N, 0° 08′ 20,7″ E  | Détruite     |
| Gare de Saint-Julien-le-Faucon    | 49° 04′ 11,34″ N, 0° 04′ 54,91″ E |              |
| Gare de Mesnil-Mauger             | 49° 05′ 08,48″ N, 0° 00′ 56,53″ E | Détruite     |